# Gabriela Preissová
Gabriela Preissová, de soltera Gabriela Sekerová, a veces con el seudónimo de Matylda Dumontová (Kutná Hora, 23 de marzo de 1862-Praga, 27 de marzo de 1946) fue una escritora y dramaturga checa representante del realismo artístico. Su obra Její pastorkyňa fue la base de la ópera Jenůfa de Leoš Janáček, así como de una película de Miroslav Cikán. Su anterior ópera El comienzo de un romance también se basó en uno de sus relatos. Fue una de las primeras mujeres que consiguió ser respetada como escritora en un mundo tradicionalmente masculino.

## Trayectoria
Nació en 1862 en Kutná Hora, Moravia, en ese entonces bajo el Imperio austrohúngaro, actualmente en la República Checa. Se casó a los 18 años y se trasladó a Hódonin, en la región de Slovácko (o Eslovaquia morava), en el sudeste de Moravia, una zona cuyo folclore le cautivó y comenzó a utilizar leyendas de la zona en sus relatos cortos. En 1889, su drama naturalista Gazdina roba (La granjera o La criada del granjero) se representó en el Teatro Nacional de Praga con gran éxito. Su segunda obra Její pastorkyňa (Su hijastra), representada al año siguiente, tuvo menos éxito. Ambas obras se convirtieron en óperas. Gazdina Roba sirvió de base para la ópera Eva, de Josef Bohuslav Foerster, en 1899 y Její pastorkyňa para la ópera Jenůfa, de Leos Janacek, en 1904. Janacek había escrito una ópera anterior, Pocatek romanu (El comienzo de un romance), en 1894, basada en el cuento de Preissova del mismo título. Años más tarde, Preissova utilizó la historia de Její pastorkyňa para una novela.
Localizó sus obras de teatro en pueblos de Moravia, Eslovaquia y Hungría. Trataban sobre la trágica vida rural de los eslavos de Carintia, generalmente con una mujer fuerte como heroína. En ellas, criticó los prejuicios sociales y defendió el derecho de las mujeres a vivir libres e independientes. Sus descripciones de la dura realidad en la vida de la empobrecida población eslovaca de la región Slovácko (o Eslovaquia morava), de su moral, siguen siendo valiosas como literatura y como sociología histórica. En su tiempo, era habitual que dividieran al público y que provocaran fuertes respuestas, por lo que Preissová, para evitarlo, prefirió dedicarse a escribir libros populares con historias llenas de optimismo y alegría de vivir que idealizaban la vida en el campo, pero que no interesaron a la crítica.